# West Coast hip hop
West Coast Hip Hop ou West Coast Rap (traduzido para português: Hip Hop da Costa Oeste) é um movimento do hip hop que surgiu na Costa Oeste dos Estados Unidos (notoriamente no estado da Califórnia). Emergiu durante o final da década de 1980 por Ice T, e posteriormente por grupos de gangsta rap como N.W.A. e Compton's Most Wanted. Alguns artistas que emergiram da Costa Oeste incluem Eazy-E, Snoop Dogg, DJ Quik, Tupac Shakur, Dr. Dre, Too $hort, MC Eiht, Ice Cube, E-40 entre outros. A cena também deu origem ao G-funk. 
Atualmente rappers como Kendrick Lamar, Roddy Ricch, Ty Dolla $ign, Baby Keem, Tyler, The Creator, YG, Tyga, Lil Mosey, G-Eazy, ScHoolboy Q e Vince Staples são alguns dos rappers mais famosos e aclamados do hip hop da Costa Oeste dos Estados Unidos, conseguindo obter bastante sucesso nos últimos anos.

## História

### O Inicio do Movimento (1979-1988)
O Hip Hop como gênero artístico nasceu em Nova Iorque, mais precisamente no Bronx, com DJ's como o DJ Kool Herc e o DJ Afrika Bambaata a realizarem festas de bairro onde desenvolveram o estilo. O gênero rapidamente evoluiu e espalhou-se por Nova York com o surgimento de nomes como Grandmaster Flash, Kurtis Blow e The Sugarhill Gang. Em meados dos anos 1980, o Hip Hop começou a estabelecer-se nacionalmente como um grande gênero musical, com rappers como os Whodini, Run-D.M.C, os Beastie Boys, The Fat Boys e LL Cool J a conseguirem alcançar bastante sucesso de vendas.
No caso específico do Hip Hop da Costa Oeste, o mesmo teve o seu inicio quando o Hip Hop deixou de ser um gênero regional de Nova Iorque e começou-se a espalhar para o resto do país. Pode-se afirmar que o grupo The Watts Prophets foi talvez o primeiro a fazer algo idêntico a Hip Hop, muito antes do gênero começar a ser desenvolvido da forma como o conhecemos. Nos meados dos anos 1980 o Hip Hop estava a ganhar relevância nas discotecas e rádios da Costa Oeste dos Estados Unidos, nomes como LA Dream Team, Egyptian Lover e World Class Wreckin' Crew foram os primeiros a terem fama na área de Los Angeles, graças à junção de Electro e Hip Hop. Outras regiões dos Estados Unidos estavam igualmente a começar a ter artistas famosos próprios, como no caso dos 2 Live Crew, que apesar de serem de Riverside, Califórnia, começaram a fazer um grande sucesso especialmente em Miami. Com isso a Costa Oeste dos Estados Unidos não foi exceção, rappers como Ice-T e Too $hort começaram a ganhar sucesso lentamente, mas apenas com o lançamento do segundo álbum dos NWA, o famoso "Straight Outta Compton", é que o Hip Hop da Costa Oeste seria finalmente ouvido em grande quantidade pela primeira vez.

### A Era do Gangsta Rap (1988-1992)
Schoolly D, Ice-T, e Moriah Rhunkie são citados regularmente como sendo os fundadores do Gangsta Rap, tendo estes sido inspirações diretas para os primeiros rappers de sucesso do subgénero, como Ice Cube. Compton foi a cidade de onde iriam surgir os primeiros grandes nomes do Gangsta Rap, primeiramente com o grupo NWA e os seus diversos membros, e logo a seguir com artistas como os Compton's Most Wanted e King T. Para além de Compton, outras áreas não só de Los Angeles como também de todos os Estados Unidos começaram ao mesmo tempo a aderir igualmente ao subgénero, um dos exemplos mais cedos disso foi o grupo Boogie Down Productions de Nova Iorque, um dos primeiros a utilizar o estilo.
Com o inicio da década de 1990 muitos outros artistas da Costa Oeste dos Estados Unidos começaram a ter bastante sucesso, Ice Cube decidiu sair do grupo NWA graças a divergências financeiras, e a sua carreira foi lançada em 1990 com bastante aclamação e sucesso. Outros artistas como Tone Loc, The D.O.C, os Digital Underground, Kid Frost e os Above The Law estavam igualmente a alcançar sucesso e a ajudar a popularizar o Hip Hop daCosta Oeste dos Estados Unidos. Vale lembrar que boa parte dos artistas pertenciam à editora criada por Eazy-E dos NWA, a Ruthless Records, editora essa que era uma das maiores no mundo do Hip Hop da altura, vale também lembrar que nem todos os artistas da Costa Oeste que tinham sucesso comercial faziam Gangsta Rap, sendo o melhor exemplo o artista MC Hammer. Em 1988 este começou a ter sucesso e tornou-se num autêntico fenómeno mundial quando, em 1990, lançou o álbum "Please Hummer Don't Hurt 'Em", que é até hoje o álbum mais vendido da história do Hip Hop mundial, muitos dizem que os NWA e o MC Hammer foram os principais responsáveis pela popularização do Hip Hop da Costa Oeste dos Estados Unidos, especialmente graças ao facto de serem o grupo e o artista que mais sucesso comercial tinham na altura.
A partir de 1990 já não existiam dúvidas, o Hip Hop da Costa Oeste dos Estados Unidos estava para ficar, cada vez apareciam mais artistas vindos especialmente de Los Angeles e da Bay Area de São Francisco, artistas esses que estavam a ultrapassar Nova Iorque no que toca a relevância no mundo do Hip Hop, desde os artistas de Gangsta Rap em si como os NWA, os Compton's Most Wanted, Ice Cube, DJ Quik e Ice-T até aos artistas que não eram tanto focados no estilo como os Cypress Hill, os Digital Underground, Too $hort, MC Hammer e Tone Loc, todos estavam a alcançar fama não só a nível nacional como também em certos casos a nível mundial. 

### A Era do G-Funk e a Briga da Costa Leste vs Costa Oeste (1992-1996)
Em 1992 Dr. Dre decide abandonar os NWA pelos mesmos motivos que Ice Cube, o que eu origem à extinção do grupo que até então era a cara do Hip Hop da Costa Oeste dos Estados Unidos e do Gangsta Rap. Ainda no mesmo ano Dr. Dre funda juntemente com o seu ex-segurança Suge Knight, a famosa Death Row Records, Dr. Dre tinha acabado de descobrir Snoop Dogg e os membros do que viria a ser os Tha Dogg Pound, divulgando os mesmos ao colocar estes a participar constantemente no álbum de estreia que estava a desenvolver, o "The Chronic". Este álbum, lançado no final de 1992, iria-se tornar num dos álbuns mais influentes do seu tempo, desenvolvendo aquilo que seria o subgénero G-Funk, criado por Cold 187um dos Above The Law enquanto Dr. Dre e ele estavam na mesma editora, a Ruthless Records, "The Chronic" de Dr. Dre melhorou e popularizou o estilo ao ponto de fazer Dr. Dre um dos artistas que mais venderam a nível mundial no final do ano seguinte. 
Em 1993, graças ao tremendo impacto que o "The Chronic" estava a ter, boa parte dos artistas do Hip Hop da Costa Oeste dos Estados Unidos aderiram a esta sonoridade que misturava Gangsta Rap com Funk e Electro, o que fez o estilo tornar-se rapidamente predominante no mundo do Hip Hop. Artistas como os Above The Law, os Bloods & Crips, Ice Cube, Too $hort, Domino, Spice 1, Mac Dre, Kam, B-Legit, e até rappers de sucesso de outras regiões dos Estados Unidos como os Kriss Kross, Masta Ace e MC Breed, lançaram todos álbuns de sucesso neste mesmo ano, sem esquecer o álbum de estreia de Snoop Dogg,"Doggystyle", que faria um sucesso igualmente tremendo. 

### West Coast Hip Hop no novo milénio (1996-Atualidade)
Hoje em dia o rap da Costa Oeste continua a ser representado por muitos rappers veteranos como Snoop Dogg, Ice Cube, Dr. Dre e The Game, mas rappers mais novos como Kendrick Lamar, Ty Dolla $ign, Roddy Ricch, ScHoolboy Q, Baby Keem, Tyler, The Creator, Vince Staples, Anderson .Paak, Lil Mosey, YG, G-Eazy, Shoreline Mafia, Jay Rock, 03 Greedo, Isaiah Rashad, O.T. Genasis, Buddy, Ab-Soul, Kalan.FrFr, Tyga, Earl Sweatshirt e Blxst tomaram conta da cena do hip hop da costa oeste, tornando o mesmo como uma das maiores forças regionais do hip hop atualmente, mas longe da predominância que tinham no início dos anos 1990.

## O Conflito West Coast vs East Coast
A rivalidade entre a Costa Oeste e a Costa Leste foi uma briga dentro do Hip Hop norte-americano durante os anos 1990, que teve o seu fim nitidamente decretado com a morte dos rappers Tupac Shakur e The Notorious B.I.G. em 1996 e 1997 respetivamente. A rivalidade entre as duas nunca acabou definitivamente, mas nunca mais foi aquilo que tinha sido outrora.

### O Início da Rivalidade
O Primeiro vestígio significativo de uma rivalidade entre as duas costas dentro do hip-hop, aconteceu em 1991 quando o Rapper de Nova York Tim Dog, lançou a música Fuck Compton uma diss track (canção de ataque) para o grupo de rap californiano N.W.A. onde ele ataca não só os rappers como o estilo de Hip-Hop da Costa Oeste dos Estados Unidos. esse ataque sofreu várias respostas de artistas como Compton Most Wanted (CMW) e Dj Quik. Inclusive do proprio N.W.A.
Em 1992 o rapper e produtor André 'Dr. Dre'Young se distância do grupo N.W.A. para fundar seu próprio selo Death Row Records com seu ex-segurança Suge Knight. Dre veio a  lançar o seu primeiro disco solo intitulado 'The Chronic' por este selo, com o álbum alcançando platina tripla e sendo listado como um dos 500 melhores álbuns de todos os tempos pela Rolling Stone. A Death Row Records veio a popularizar muito o Rap da Costa Oeste, e nomes como 2Pac, Snoop Dogg e Tha Dogg Pound fizeram parte do seu catálogo.
Do outro lado do país, o produtor Sean 'Puff Daddy' Combs funda em 1993 a sua gravadora Bad Boy Records (ou Bad Boy Entertainment) e tenta sem sucesso levar o rapper 2Pac para sua gravadora. Entretanto em 1994, depois de Tupac ser roubado e baleado 5 vezes em estúdio, Daddy assina com The Notorious B.I.G. enquanto 2Pac estava preso acusado de estupro. 2Pac sempre alegou que Puff e Biggie sabiam do atentado, mas nunca o avisaram, o que é negado por Puff até os dias de hoje. No mesmo ano B.I.G. lança seu álbum Ready to Die obtendo popularidade significativa, revitalizando assim o Hip-Hop da costa leste. Preso, Tupac assina com a Death Row Records e sai em liberdade devido a pagamento de fiança, Tupac posteriormente lançaria o álbum All Eyez On Me onde sugeriu diversos ataques a seus inimigos incluindo Biggie, Puff e a toda a Bad Boy Records, originando uma das maiores rivalidades da história do Hip-Hop.

### Tupac Shakur vs The Notorious B.I.G.
A briga de Tupac Shakur e Biggie Smalls se iniciou quando 2Pac foi baleado em um estúdio 5 vezes no ano de 94, enquanto esteve preso,Tupac alegava que Biggie tinha o traido pois sabia do atentado e não quis avisá-lo. Em 1995 o rapper Notorious B.I.G. laçou o single Who Shot ya?  (Quem atirou em você?) onde zombava de forma Indireta dos tiros que alvejaram Tupac Shakur no ano anterior.  Logo depois de sair da cadeia, 2Pac responde com Hit' Em Up onde lançava vários ataques a Biggie Smalls, Junior M.A.F.I.A. e diversos outros inimigos seus Incluindo a Bad Boy Records, 2Pac também dizia que era o motivo do sucesso de Biggie em diversas entrevistas. 2Pac também satiriza sua rivalidade com Biggie Smalls e Puff Daddy no clio  do Single 2 Of Amerikaz Most Wanted

### Death Row Records vs Bad Boy Records
Ambos os fundadores das gravadoras Suge Knight e Puff Daddy tinham um histórico de brigas . Obviamente com a briga entre Tupac e Biggie as duas gravadoras também acabaram entrando em rivalidade tanto comercial quanto pessoal para ambos os lados, o que levou de fato a iniciar a rivalidade entre a costa oeste e costa leste dos Estados Unidos pois o selo de maior expoente do Hip-Hop da costa oeste era a Death Row Records,enquanto do lado Leste do pais  no mesmo patamar estava a Bad Boy Entertainment.

### Uma Guerra inventada pela Mídia
Tupac alegava constantemente em entrevistas que a guerra envolvendo a Costa Leste e Oeste americanas era de fato uma coisa inventada pela mídia, ao mesmo tempo em que dizia que aconteciam divergências de ideias entre os rappers das duas costas porque segundo Tupac, a Costa Oeste vivia e acreditava em um ideal diferente da costa leste americana. Entretanto uma briga que começou entre duas gravadoras tomou uma proporção enorme fazendo se envolver nela diversos rappers. Posteriormente, Pac acreditava que deveria impedir que essa guerra Fictícia se tornasse real, e ele tinha planos de lançar um disco chamado "One Nation" para desmistificar toda essa história, porém o rapper veio a falecer antes do planejado.

### O Fim
Essa rivalidade, que aos olhos de muitos fãs de hip-hop não passou de um grande esquema de Marketing, teve um fim trágico com a morte tanto de Tupac Shakur quanto de The Notorious B.I.G., onde ambos os lados entraram em um consenso de 'paz', já que muito desta rivalidade era centralizada na briga entre esses dois rappers. O mundo do Rap já estava abalado pela perda de Eazy-E, ex-membro do Grupo N.W.A. em 1995 e a morte de Biggie em 1997 e Tupac em 1996 causou uma espécie de comoção dentro do Hip-Hop.